# توشيبا تي 1100

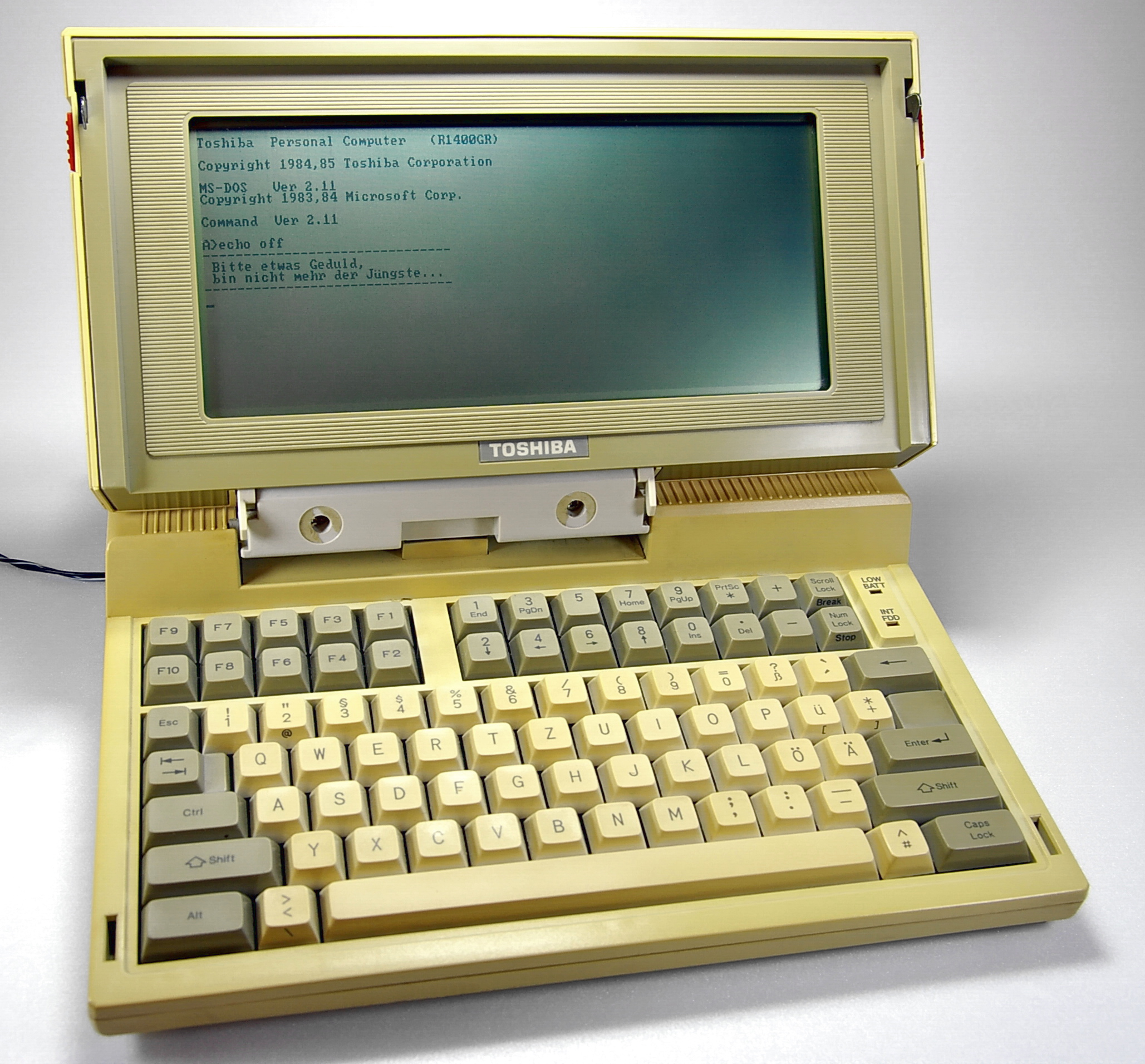
جهاز توشيبا تي 1100

توشيبا تي 1100 (بالإنجليزية: Toshiba T1100)‏ ، هي جهاز حاسوب محمول، وهي أول جهاز محمول أنتجها شركة توشيبا اليابانية عام 1986م ، وكما أدخلته توشيبا إلى الاتحاد السوفيتي عام 1991م تحت مسمى إم إس 1504.